# Batallón de mujeres

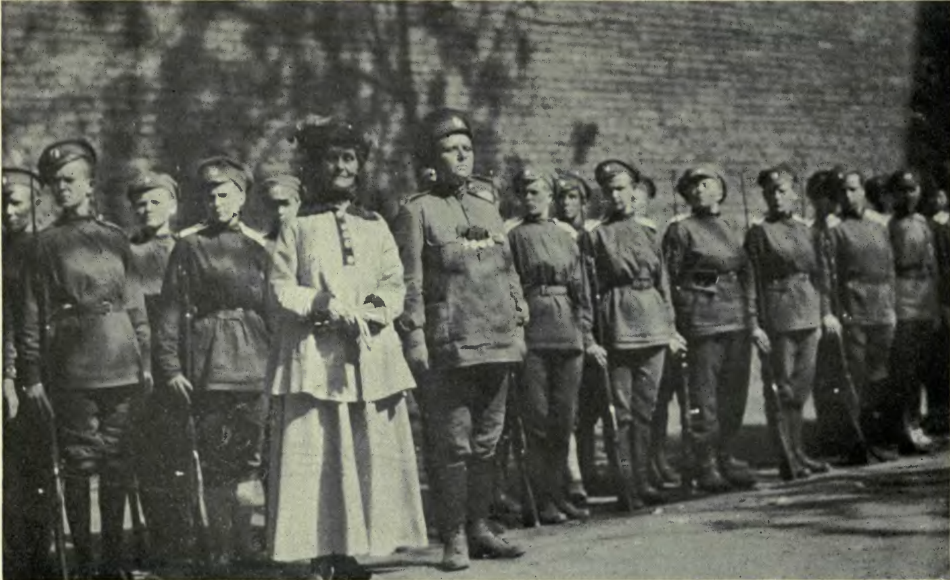
María Bochkariova y Emmeline Pankhurst en formación frente a uno de los Batallones de la muerte de mujeres.

El Batallón de mujeres o Batallen de la muerte de mujeres (del ruso:  Женские батальоны смерти) fueron una serie de unidades militares compuestas exclusivamente por mujeres y que se crearon por orden del Gobierno Provisional Ruso tras la Revolución de Febrero de 1917. La formación de este batallón fue un último esfuerzo para alentar a los desmoralizados soldados que luchaban en las batallas de la Primera Guerra Mundial.
La creación de estas unidades tuvo como principal motivo un efecto propagandístico pues las autoridades pensaban que el ejemplo de estas mujeres revitalizaría a las cansadas tropas y esperaban también que la presencia de mujeres en combate avergonzaría a los soldados más melindrosos y los inspiraría para reanudar la lucha.
Cerca de una quincena de unidades, ninguna más grande que un batallón, fueron reclutadas durante los meses de junio a agosto de 1917 entre las mujeres que se ofrecieron voluntarias para prestar servicio en primera línea. Entre las formaciones creadas destacan:
- 1.er Batallón de la muerte de mujeres rusas.
- 1.er Batallón de mujeres de Petrogrado.
- 2.º Batallón de la muerte de mujeres de Moscú.
- 3.er Batallón de choque de mujeres de Kubán.

Incluso hubo una unidad naval femenina  creada en Oranienbaum, el 1.er Destacamento naval de mujeres, el cual estaba integrado dentro de la Infantería de Marina.
Se estima que unas 5.000 mujeres servían en estos batallones a finales de 1917 pero solo el 1.er Batallón de la muerte de mujeres rusas y el Batallón Perm fueron enviados al frente.

## Unidades destacadas

### 1.erBatallón de la muerte de mujeres rusas

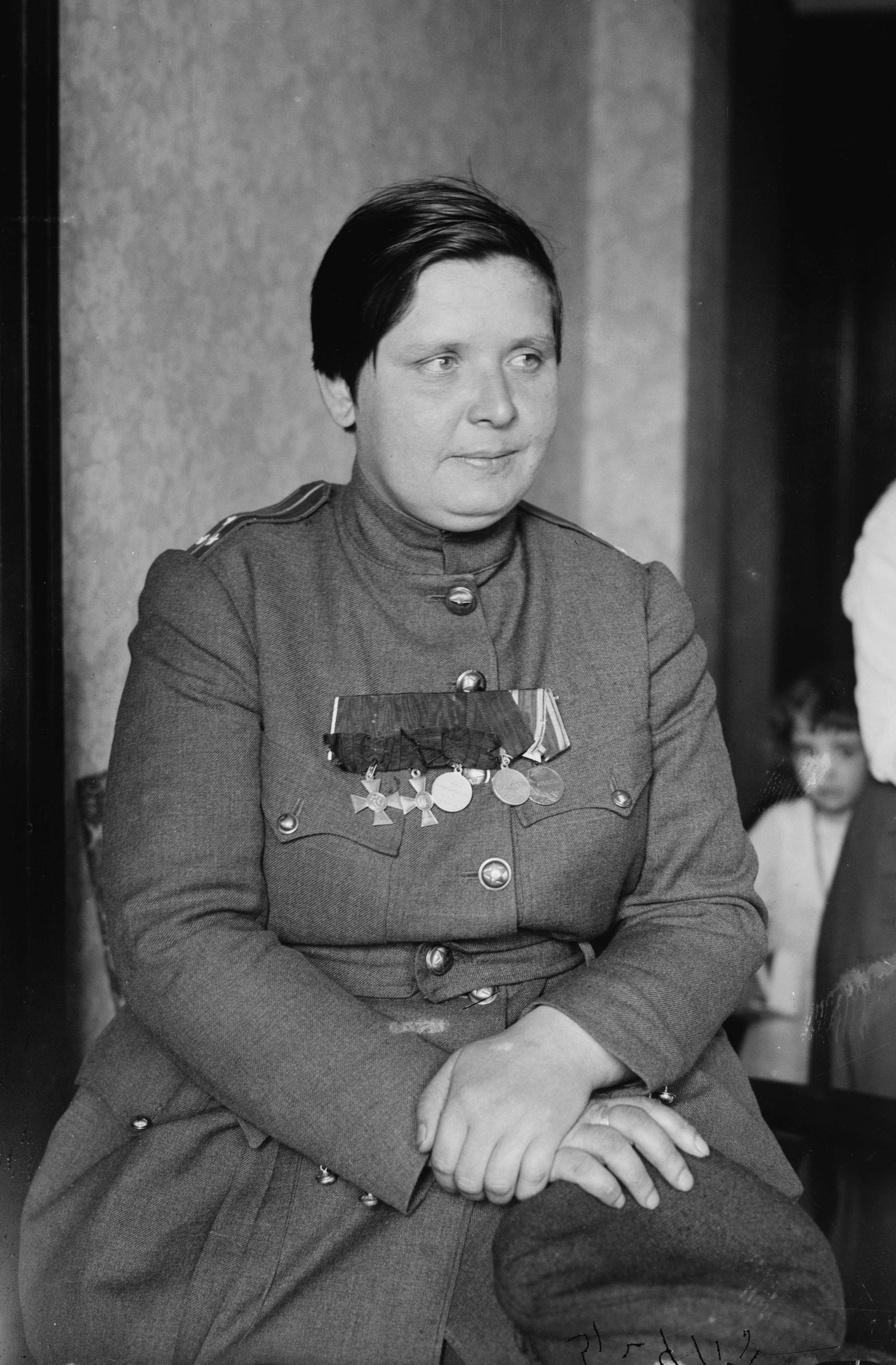
M.Bochkariova (Yashka), creadora de los Batallones de mujeres.

En mayo de 1917, María Bochkariova, una campesina que había servido en el Ejército Imperial Ruso desde noviembre de 1914 y que fue ascendida a suboficial, hizo una petición al gobierno para crear un batallón de mujeres soldados bajo sus órdenes.  A finales de mayo, Aleksandr Kérenski, ministro de Guerra del Gobierno provisional ruso autorizó la formación en Petrogrado del 1.er Batallón de la muerte de mujeres rusas. Esta primera unidad de combate formada exclusivamente por mujeres atrajo en un principio a unas 2.000 voluntarias con edades comprendidas entre los 18 y los 40 años. Pero la estricta disciplina impuesta por Bochkariova y su negativa a que se formaran Comités de soldados, redujo drásticamente el número de alistadas hasta sólo 300.
Enviadas al frente contra los alemanes durante la Ofensiva de Kérenski fueron asignadas al 525 Regimiento Kiuruk-Darinski y emplazadas en una trinchera cerca de Smorgón (hoy en la provincia de Grodno de Bielorrusia). Cuando se dio la orden de avanzar, los desmoralizados y cansados batallones masculinos vacilaron. Sin embargo, las mujeres decidieron ir hacia delante con ellos o sin ellos y consiguieron traspasar hasta tres trincheras dentro de terreno alemán. No obstante, los relevos nunca llegaron y se vieron forzadas a retirarse perdiendo todo el terreno ganado en la ofensiva. En el informe posterior, el comandante del regimiento alabó la iniciativa y valor del Batallón de mujeres.
El 1.er Batallón de la muerte de mujeres rusas a las órdenes de Bochkariova se mantuvo en el frente después de la Revolución rusa pero no tardó en disolverse debido a la creciente hostilidad por parte de los soldados masculinos resentidos por las veces que las mujeres impedían las retiradas.

### 1.erBatallón de mujeres de Petrogrado

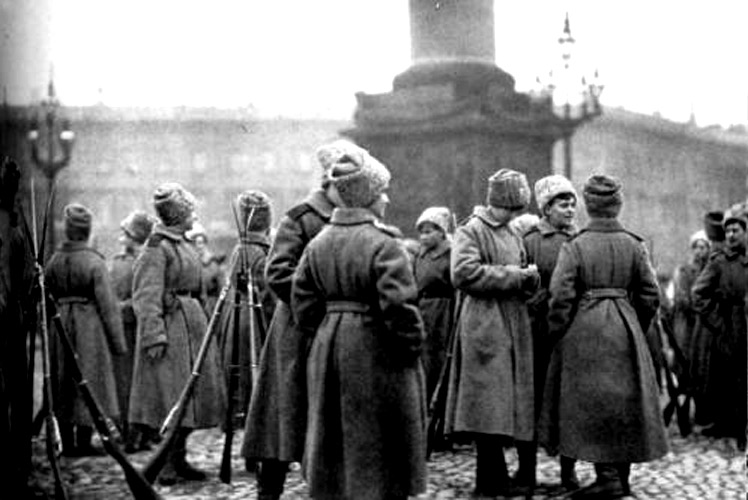
Mujeres pertenecientes a la 2ºDivisión frente al Palacio de Invierno

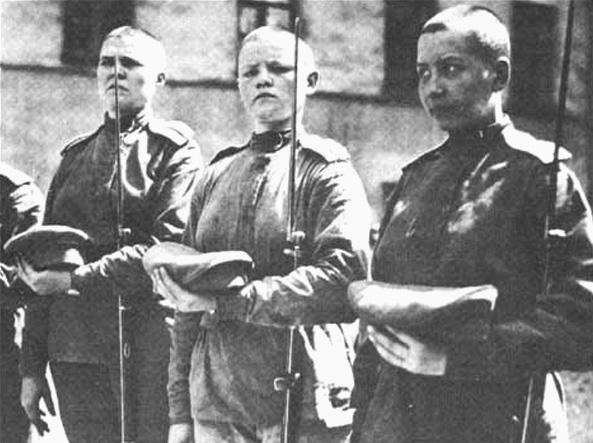
Miembros del Batallón de mujeres en el verano de 1917.

La formación del primer batallón femenino creado por Bochkariova llevó a otras muchas mujeres de toda Rusia a solicitar al gobierno su inclusión en las Fuerzas Armadas. El Ministerio de la Guerra se vio inundado con innumerables cartas y peticiones, tanto individuales como de grupos de mujeres, que pedían la oportunidad de servir a su nación en el frente. En junio el ministro Kerensky aprobó la creación de una unidad de combate adicional en Petrogrado, el 1.er Batallón de mujeres de Petrogrado, con un núcleo principal que lo componían entre 1.100 y 1.400 mujeres y dos destacamentos de comunicaciones formados por 100 mujeres cada uno. Sus entrenamientos no sólo consistían en instrucción, prácticas de tiro y maniobras nocturnas, sino que además se daban clases a aquellas que no supieran leer y escribir.
El 25 de octubre de 1917, al batallón se le ordenó que acudiera a la Plaza del Palacio para pasar revista antes de ser enviadas al frente. Sin embargo, tras el desfile, al batallón se le ordenó defender al Gobierno Provisional Ruso en el Palacio de Invierno pero la oficial al mando se negó. Incluso, una subdivisión de la segunda compañía, 137 soldados, fueron desplegados para vigilar unos camiones de combustible cercano pero no tardaron en encontrarse defendiendo el Palacio contra las unidades de cosacos y cadetes. Pronto se vieron ampliamente superadas en número por las fuerzas pro-Bolcheviques y finalmente se rindieron.
Después de su captura corrieron rumores por la ciudad de violaciones en masa sin embargo, entre las posteriores declaraciones de las mujeres sólo se constataron tres casos de violación pero muchas quejas de abusos verbales, violencia psicológica y amenazas de violencia sexual. La esposa del embajador británico en Rusia pidió al agregado militar adjunto en Petrogrado, General Alfred Knox, que interviniera para lograr la liberación de las mujeres lo que se consiguió el 26 de octubre. La mayoría de ellas volvieron a su campamento en las afueras de la ciudad y fueron rearmadas.

### 2.º Batallón de la muerte de mujeres de Moscú
El 2.º Batallón de la muerte de mujeres de Moscú, formado también con dos destacamentos separados de comunicaciones, se creó en Moscú en junio de 1917 y a finales de verano el batallón lo integraban unas 1.000 mujeres. Finalmemte, ante la falta de apoyo por parte de las autoridades, el batallón decidió su disolución. A pesar de ello, 500 mujeres solicitaron su traslado al frente y sus solicitudes aceptadas sin el conocimiento del Estado Mayor.

### 3.erBatallón de choque de mujeres de Kubán
La autorización desde el gobierno para la creación de unidades militares de mujeres animó a organizaciones privadas femeninas a formar sus propias unidades para-militares las cuales aparecieron en numerosas ciudades por toda Rusia. En un intento de satisfacer la demanda popular y tener a estas unidades bajo control, el Ministerio de Guerra amplió el permiso para la creación de formaciones militares.
Un cuarto batallón de combate se formó en Ekaterinodar, el 3.er Batallón de choque de mujeres de Kubán, creado a partir de una unidad para-militar existente. Este batallón tuvo numerosos problemas de organización y suministro.

## Destino final de los batallones de mujeres

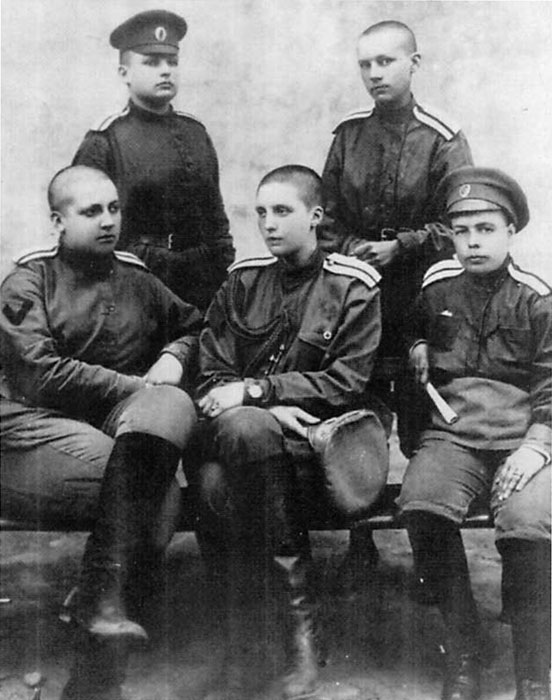
Principales oficiales del Batallón de la muerte de mujeres rusas. María Bochkariova se sienta en el extremo izquierdo. Verano de 1917.

La ampliación de los permisos no puso fin a la creación de organizaciones para-militares femeninas y el gobierno se vio imposibilitado para controlar estas formaciones que hasta las propias mujeres oficiales se veían incapaces de manejar. En cualquier caso, nunca existió un consenso claro en la administración militar sobre el posible potencial de estas unidades y esto, junto a las severas restricciones que sufría el país, significó que el Ejército pusiera un escaso entusiasmo en el proyecto. De este modo, las unidades de mujeres recibieron poca atención y una asistencia deficiente por parte de la administración. 
Gran cantidad autoridades militares rusas esperaban ver a las mujeres comportarse valientemente en la batalla lo que tendría un efecto positivo entre los soldados masculinos y a pesar de que las mujeres actuaron con arrojo en combate y no sufrieron excesivas bajas, esto no bastó para inspirar a las masas de cansados y desmoralizados combatientes rusos a reanudar la lucha.
Después de que el 1.er Batallón de la muerte de mujeres rusas fracasara en sus efectos moralizadores sobre las tropas, algunos miembros de las Fuerzas Armadas comenzaron a cuestionar la utilidad de estas unidades femeninas. Así el gobierno se encontró en serias dificultades para seguir justificando el desvío de valiosos recursos bélicos hacia un proyecto de dudosa eficacia y a fue partir de agosto de 1917 cuando creció la inclinación por parte de las autoridades militares de discontinuar la formación de mujeres para propósitos de combate.
Ante la retirada del apoyo oficial, el 2.º Batallón de la muerte de mujeres de Moscú, comenzó su disolución en septiembre pero no fue impedimento para que 500 mujeres solicitaran su traslado al frente y sus solicitudes se acabaran aceptando sin el conocimiento del Estado Mayor.
Ante la decisión de qué destino dar a las unidades de mujeres, los militares primero decidieron integrarlas dentro de tareas auxiliares, lejos del frente, tales como vigilancia de ferrocarriles, pero esta propuesta chocó frontalmente con los hombres que estaban desempeñando estas funciones por temor a que fueran ellos a los que enviaran al frente. De este modo, el 30 de noviembre de 1917, el nuevo gobierno bolchevique ordenó oficialmente la disolución total de cualquier formación militar femenina. De todos modos, algunas mujeres del batallón de Petrogrado y del batallón de Kubán permanecieron ligadas a sus campamentos hasta 1918. Algunas de las mujeres que sirvieron en estas unidades terminaron luchando para ambos bandos en la Guerra Civil Rusa.